# جوگایا
جوگایا (به انگلیسی: Jogayya) فیلمی است محصول سال ۲۰۱۱ و به کارگردانی پریم است. در این فیلم بازیگرانی همچون شیوا راجکومار، سومیت کائور اتول، ویجایاکومار و پوجا گاندی ایفای نقش کرده‌اند.